# Liponeura brevirostris
Liponeura brevirostris ist ein Zweiflügler aus der Familie der Lidmücken (Blephariceridae).

## Merkmale
Die Fliegen haben eine bucklige Erscheinung. Sie sind hellgelblich gefärbt, mit dunkleren, bräunlich pigmentierten Tergiten. Ihre Beine sind lang und stark beborstet. Die Facettenaugen sind bei beiden Geschlechtern deutlich durch die Stirn getrennt. Sie sind ungeteilt, gleichmäßig facettiert, schwarz pigmentiert und haben eine mikroskopische Behaarung. Die Tiere haben drei Punktaugen (Ocelli). Die Fühler haben 15 Glieder und sind hell, fein behaart und vereinzelt dunkel beborstet. Das zweite Fühlerglied ist birnen- bis herzförmig. Die langen Flügel sind durchsichtig und irisierend. Ihnen fehlt die Diskoidalzelle. Auf ihnen ist ein feines Zwischenadernetz ausgebildet, die Anallappen sind kräftig entwickelt, die Halteren sind lang gestielt. 
Die oberseits gelblichen, unterseits weißlich gelben Larven haben ausgewachsen krallen- und tarsenförmige Anhänge am ersten bis sechsten Segment. Sie werden 7,5 bis 9,5 Millimeter lang und 2,1 und 2,3 Millimeter breit. Die Fühler sind lang und schlank. Der erste, rundliche Körperabschnitt der aus Kopf und dem ersten Körpersegment besteht ist etwa halb so lang, wie die Fühler. Es sind Augenflecken ausgebildet. An beiden Körperseiten liegen vor dem zweiten bis sechsten Saugnapf insgesamt sieben Kiemenschläuche.

## Lebensweise und Verbreitung
Die Tiere sind in Europa weit verbreitet. Die Larven entwickeln sich in Bächen in Mittelgebirgslagen.

## Belege